# دهستان فهرج (فهرج)
دهستان فهرج، یکی از دهستان‌های بخش مرکزی شهرستان فهرج در استان کرمان ایران است. مرکز این دهستان، شهر فهرج است.

## جمعیت
بر پایه سرشماری عمومی نفوس و مسکن در سال ۱۳۹۵، جمعیت دهستان فهرج برابر با ۱۳٬۷۷۹ نفر بوده‌است.